# Ioannis Poulos
Ioannis Poulos foi um esgrimista grego, representou seu país nos Jogos Olímpicos de Verão de 1896. Não conseguiu nenhuma medalha.